# I Shall Be Free No. 10
I Shall Be Free No. 10 – piosenka skomponowana przez Boba Dylana, nagrana przez niego w czerwcu 1964 r. i wydana na czwartym studyjnym albumie Another Side of Bob Dylan w sierpniu 1964 r.

## Historia i charakter utworu
Jeden z tych utworów Boba Dylana, który nie był wykonywany nigdy na koncercie przez jego autora ani nie był wykonywany przez innych artystów.
Jest to kontynuacja „I Shall Be Free”, który zamykał poprzedni album The Freewheelin’ Bob Dylan. Dylan utrzymuje tu styl poprzednika stosując podobnie zabawne intelektualne, dadaistyczne nonsensy. Jest to także utwór, który należy w pewien sposób także do tradycji Woody’ego Guthrie, gdyż posługuje się podobnym typem humoru.
Jest to ostatni „mówiony blues” (ang. talkin' blues) w twórczości Dylana. Ta właśnie forma pozwoliła mu na sparodiowanie zarówno wymyślnej „pracy nóg” Cassiusa Claya, jak i jego sposobu wypowiadania się. Polityczne wypowiedzi boksera wyprowadza z zimnej wojny oraz z pojawienia się w życiu politycznym USA skrajnie prawicowego senatora Barry’ego Goldwatera.
W kompozycji tej słyszalne jest również nieustanne zainteresowanie Dylana rymami piosenek i wyliczanek dziecięcych, które zastosował w drugiej zwrotce.
Podczas sesji do albumu Dylan nagrał pięć wersji utworu.